# Lena Ruiz Azuara
Lena Ruiz Azuara (Ciudad de México, 1947) es una científica mexicana, especializada en el área de la química inorgánica. Es investigadora emérita de la Facultad de Química de la Universidad Nacional Autónoma de México (UNAM) y pionera en México en la investigación de áreas de química inorgánica, química de coordinación, bioinorgánica y química inorgánica medicinal. Su principal línea de investigación se enfoca en el estudio y desarrollo de metalofármacos. Además de trabaja con el estudio y diseño de compuestos de coordinación con centro metálico que presentan actividad antitumoral, antineoplásica, y actividad antiparasitaria. Su grupo de investigación ha desarrollado una familia de más de 100 compuestos registrados como casiopeínas.

## Trayectoria Académica
Estudió la licenciatura en química en la Facultad de Química de la UNAM. Durante la licenciatura impartió clases de química de coordinación y como parte de su servicio social y bajo la tutela de José Herrán comenzó a investigar sobre productos naturales y la síntesis de compuestos orgánicos. En 1974 obtuvo un doctorado en química inorgánica por la Universidad de Edimburgo en el Reino Unido. Tras su regreso a México en 1975 comienza a realizar investigaciones en el área de química inorgánica, por lo que es considerada una pionera de este campo en el país.
Realizó tres estancias posdoctorales, una en el Reino Unido en la Universidad de Cambridge de 1981 a 1982, posteriormente en la Universidad de Nuevo México, Las Cruces en Estados Unidos, y finalmente en el Institut de Recherches Sur la Catalyse  en Francia de 1990 a 1991. Fue profesora visitante de las Universidad de Barcelona y la Universidad Autónoma de Barcelona, así como del Consejo Nacional de Investigación en Florencia, Italia.
Es investigadora emérita de la Facultad de Química de la UNAM y titular C del Departamento de Química Inorgánica y Nuclear de la misma universidad. Miembro del Sistema Nacional de Investigadores nivel III y nivel D en el programa de estímulos PRIDE de la UNAM.
En 1999 fundó la serie de conferencias La ciencia más allá del aula. Con este proyecto se pretende fortalecer la formación integral de los estudiantes de licenciatura, por medio de herramientas y actividades que integren métodos innovadores de enseñanza. Desde su creación, Lena ha fungido como coordinadora del proyecto.

## Líneas de Investigación
Sus áreas de investigación son la química inorgánica, química inorgánica medicinal, y química de coordinación, particularmente organometálica y bioinorgánica, áreas de las cuales es pionera en México. Su trabajo en el área de la química inorgánica medicinal involucra la síntesis y caracterización de ligandos polidentados, donadores de nitrógeno, oxígenos y azufre, así como compuestos quelatos mixtos y heterolepticos. Trabaja también en el desarrollo de fármacos de base metálica, desde el diseño hasta las fases clínicas, pasando por los estudios químicos, pruebas biológicas, y estudios preclínicos.
Su principal línea de investigación involucra el desarrollo de metalofármacos con propiedades antitumorales o antiparasitarios, algunos soportados en nanopartículas. Comenzó en 1982 con un proyecto de desarrollo de fármacos con metales esenciales y posible actividad antitumoral. Para 1990 ya se tenía evidencia de actividad antineoplástica de los compuestos, lo que permitió que su grupo de trabajo creciera y las investigaciones continuaran. Esto desencadenó una serie de trámites para registrar y patentar estos compuestos bajo el nombre de casiopeínas.

### Metalofármacos
Son compuestos que surgen de la unión de una o varias moléculas orgánicas o inorgánicas con un metal. Estos compuestos llegan a tener propiedades anticancerígenas, antiparasitarias o antituberculosas.
Los metalofármacos con metales como el cobre, hierro, y zinc pueden suelen ser más selectivos para atacar células cancerosas. Además, al ser metales ya existentes en el organismo humano, su secreción es más fácil y rápida, reduciendo significativamente los efectos tóxicos de otras terapias contra cáncer. Algunos tratamientos contra cáncer involucran el uso de compuestos como el platino y amoniaco, lo que causa diversos efectos secundarios ya que también ataca a las células sanas. Por su parte, el uso de metalofármacos activa la respuesta inmune general del organismo y los mecanismos de reparación de las células dañadas. Estos compuestos actúan a nivel molecular enlazándose a los grupos oxígeno presentes en el ADN, además intervienen el proceso que generan especies reactivas.

## Premios y distinciones
En reconocimiento a su destacada labor docente, de investigación y difusión de la ciencia, ha sido acreedora de distintos premios.
- 2019: Investigador Distinguido por el Berkeley Global Sciences Institutes.
- 2016: Reconocimiento como Miembro Distinguido de la Royal Society of Chemistry.
- 2007: Premio Heberto Castillo con la creación del Premio Lena Ruiz Azuara otorgado por el Instituto de Ciencia y Tecnología del Distrito Federal.
- 2007: Premio CANIFARMA en investigación básica, en el área de medicamentos de uso humano
- 2005: Premio Universidad Nacional en el área de Docencia en Ciencias Naturales.
- 2003: Reconocimiento Sor Juana Inés de la Cruz. Otorgado por la UNAM.
- 1998: Premio Nacional de Química Andrés Manuel del Río, en el área académica de investigación.
- 1997: Premio María Lavalle en reconocimiento a la labor científica por La Alianza de Mujeres
- 1996: Premio Aida Weiss. Segundo lugar en la categoría de Proyectos en Proceso. Otorgado por el programa de investigación en Cáncer del Programa Universitario de Salud de la UNAM.
- 1995: Premio Zazil, categoría científico-cultural. Otorgado por la compañía AVON.
- 1994: Premio CANIFARMA, área de medicamentos de uso humano.
- 1987: Mención Honorífica del Premio Aida Weiss. Otorgado por el Programa Universitario de Estudios de la Diversidad Cultural Interculturalidad.

### Sociedades científicas
Pertenece a varias sociedades científicas, e incluso en algunas de ellas ha formado parte de las mesas directivas.
- Miembro de la Academia de la Investigación Científica
- Miembro de la Sociedad Química de Edimburgo (Chemical Society of Edinburgh)
- Socia fundadora de la Sociedad de Química Bioinorgánica (Biological Inorganic Chemistry Society)
- Miembro del Foro Consultivo de Ciencia y Tecnología
- Comisionada de Asuntos Internacionales y Presidenta de la Sociedad Química de México A.C. en el periodo 2013-2015
- Integrante de la Academia Mexicana de Ciencias
- Miembro de la Agencia Internacional de Investigación en Cáncer (International Agency of Research in Cancer)
- Miembro de la Red Latinoamericana de Química

#### Royal Society of Chemistry
La Royal Society of Chemistry, fue fundada en 1841 en el Reino Unido, y es la sociedad química más antigua del mundo. Cuenta con más de 54,000 miembros en todo el mundo. El 2 de septiembre de 2016, Lena Ruiz fue reconocida como miembro distinguido de la sociedad. Esto la reconoce como una de las investigadoras cuya trayectoria y contribuciones enriquecen el campo de la química. Entre los beneficios otorgados están el acceso a convocatorias, congresos, talleres, y publicaciones de dicha sociedad. En entrevista comentó que esto significa:
...una oportunidad para incrementar la vinculación en programas de divulgación y de investigación, lo que sería provechoso para la comunidad científica mexicana.

## Producción científica
A lo largo de su carrera ha asesorado más de 49 tesis de licenciatura, 31 de maestría y 17 de doctorado. Cuenta con más de 178 artículos de investigación de nivel Internacional y 13 nacionales, los cuales han sido citados más de 3200 veces. Además ha colaborado con 27 capítulos de libros y escrito 5 artículos de difusión. Tiene dos patentes internacionales en Estados Unidos y tres nacionales.
De acuerdo con Google Scholar, sus publicaciones científicas más destacadas son:
- Copper compounds in cancer chemotherapy. L Ruiz-Azuara, M E Bravo-Gómez. Current medicinal chemistry 17 (31), 3606-3615.
- Antiproliferative activity and QSAR study of copper (II) mixed chelate [Cu (N–N)(acetylacetonato)] NO3 and [Cu (N–N)(glycinato)] NO3 complexes,(Casiopeínas®). ME Bravo-Gómez, JC García-Ramos, I Gracia-Mora, L Ruiz-Azuara. Journal of inorganic biochemistry 103 (2), 299-309.
- Genotoxicity of the copper antineoplastic coordination complexes casiopeinas®. J Serment-Guerrero, P Cano-Sanchez, E Reyes-Perez, et al. Toxicology in Vitro 25 (7), 1376-1384.
- Intercalation processes of copper complexes in DNA. R Galindo-Murillo, JC García-Ramos, L Ruiz-Azuara, TE Cheatham, et al. Nucleic acids research 43 (11), 5364-5376.
- Control of cellular proliferation by modulation of oxidative phosphorylation in human and rodent fast-growing tumor cells. S Rodríguez-Enríquez, PA Vital-González, FL Flores-Rodríguez, et al. Toxicology and applied pharmacology 215 (2), 208-217.